# Albizia anthelmintica
Albizia anthelmintica (A.Rich.) Brongn. 1860 è una pianta della famiglia delle Fabacee, endemica dell'Africa, nota per le possibili proprietà medicinali degli estratti dalle sue foglie come agente gastroprotettore.
La specie, a sviluppo arboreo, è l'unica del genere a presentare rametti corti, robusti e quasi spinosi, simili nell'aspetto a quelli di Dichrostachys cinerea.

## Descrizione

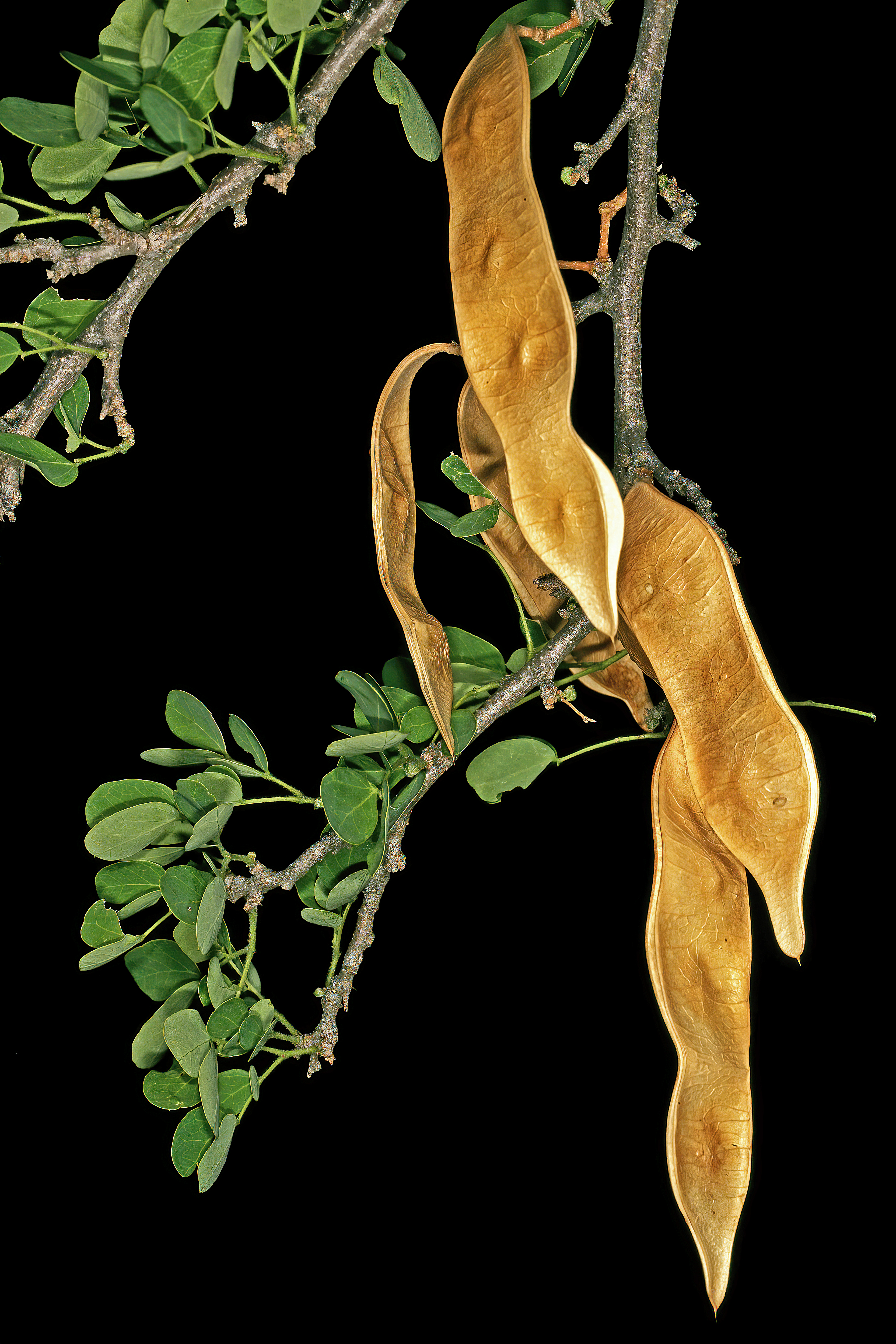
I baccelli di A. anthelmintica di una pianta situata nel Distretto Centrale, Botswana, nel novembre 2011.

A. anthelmintica si presenta come un albero di piccole o medie dimensioni: gli esemplari studiati, sufficientemente sviluppati, variano dai 4 ai 13 m d'altezza; è ramificato e dall'aspetto simile all'acacia. La corteccia, sottile e verde negli esemplari giovani, vira al marrone scuro, diventando squamosa e grossolanamente screpolata negli individui più vecchi. Le foglie, a lamina paripennata composta, sono lunghe dai 10 ai 20 cm, con 15-30 paia di foglioline di colore verde pallido; queste, insieme ai rametti, sono ricoperte da una caratteristica peluria morbida e dorata.
I fiori, di piccole dimensioni, sono bianchi con sfumature che vanno dal crema al rosato e sono raccolti all'estremità dei rami in vistosi grappoli globulosi di 2,5 cm di diametro. Maturando, danno origine a frutti lunghi dai 10 ai 22 cm, sotto forma di baccelli piatti e dritti di colore marrone-grigiastro, sporgenti sopra i semi e indeiscenti. I semi, in numero da 6 a 13, sono compressi, ovati, duri e marroni.

## Distribuzione
La specie è diffusa principalmente tra Africa orientale e meridionale, nei paesi di Angola, Botswana, Eritrea, eSwatini, Etiopia, Kenya, Malawi, Mozambico, Namibia, Sudan, Somalia, Sudafrica (nelle province di KwaZulu-Natal, Limpopo, Mpumalanga, Capo Settentrionale e Nordovest), Tanzania, Uganda, Zambia e Zimbabwe.
Cresce in praterie alberate, boscaglie e macchia di Acacia-Commiphora tra i 400 e i 1 900 m s.l.m.

## Utilizzo
Alcune parti di A. anthelmintica sono impiegate nella medicina tradizionale locale. Decotti delle radici vengono somministrati per curare gonorrea e febbre, oltre che come eccitanti sessuali per le donne; assieme a quelli della corteccia, sono utilizzati come antielmintici e lassativi. In forma di infuso, la corteccia è inoltre utilizzata come emetico e nel trattamento delle infestazioni da tenia e della malaria.
I ramoscelli sono inoltre impiegati per l'igiene orale, in sostituzione degli usuali spazzolini da denti.